# Molí del Molinet
El Molí del Molinet és una obra de l'Argentera (Baix Camp) inclosa a l'Inventari del Patrimoni Arquitectònic de Catalunya.

## Descripció
Situat a la vore del Barranc de l'Argentera, als voltants de la zona coneguda com a Pla dels Pous.
Estructura arquitectònica de planta quadrangular, bastida amb murs de pedra escairada i reforços de maó. L'edifici, en origen de diverses altures, encara resta en peu- La coberta, de teules, està a punt de caure. Es conserven també la bassa i el cacau, tot i que coberts per la vegetació circumdant.
A dintre del molí encara es conserven les moles.

## Història
Fitxa F30 Agents Rurals: 2014.
Alta l'IPAC- VRA